# دهستان خیبر
دهستان خیبر نام دهستانی در بخش چغامیش شهرستان دزفول، استان خوزستان در ایران است. براساس سرشماری مرکز آمار ایران در سال ۱۳۸۵، جمعیت آن ۱۳۳۲۰ نفر (۲۴۹۰ خانوار) بوده‌است.

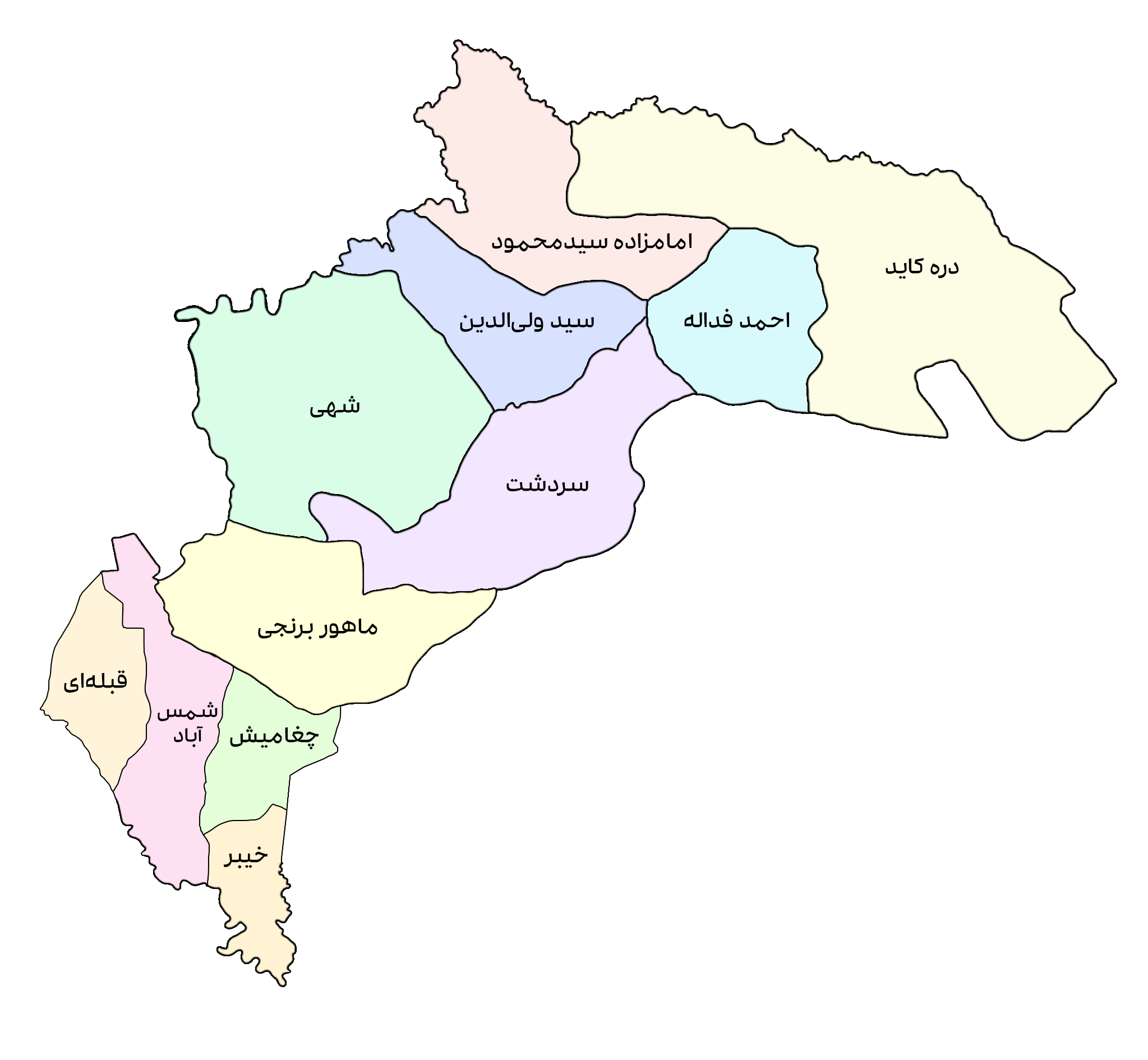
نقشه دهستان‌های شهرستان دزفول

مردم این‌دهستان عرب و بختیاری  هستند.